# 雅典憲章
《雅典憲章》（法語：Charte d'Athènes），是法國-瑞士知名建築師勒·柯布西耶於1933年提出，並在1943年正式出版的一份有關於城市規劃的文件。該憲章是基於勒·柯布西耶的1935年出版的著作《光辉城市》和國際現代建築協會（CIAM）在20世紀30年代早期進行的城市研究。
憲章的名字源於國際現代建築協會（CIAM）1933年第四次會議的會址。該會議由於俄羅斯政局不斷惡化，改在從马赛開往雅典的一艘船S.S. Patris上舉行。 這次會議記錄在由Sigfried Giedion委託製作並由他的朋友Laszlo Moholy-Nagy撰寫的電影《建築師大會》（Architects' Congress）中。
《雅典憲章》對二戰後的城市規劃產生了深遠的影響。

## 歷史
在1950年代前，先有「歷史遺跡與遺跡地點國際委員會」訂出《雅典歷史遺跡修復憲章》。然後，在瑞士由28個著名建築師和設計師組成的「国际现代建筑协会」訂出《雅典憲章》，主張理性的城市規劃和建設，並解決高層住宅大廈、土地規劃、交通要道和住宅區分離、保存歷史建築等問題。1933年正式由勒·柯布西耶的現代建築國際會議提出。

## 影響與發展
世界大戰後，歐洲各國重建都市時的規劃多以《雅典憲章》為範本。早期憲章並不完善，但經各國多年來討論改善，已有各自更完善、更人性化的都市發展規劃憲章。日本很多都市已訂下類似的憲章，稱為xx市之市民憲章，除了延續當初《雅典憲章》對歷史古跡的保護，還增加了環境保護可持續發展的相關內容。
欧洲空间规划委员会定了新版本的《雅典憲章》。

## 外部連結
- 市民憲章
- The Athens Charter in the context of CIAM history （页面存档备份，存于）
- "New" Charter of Athens, 1998
- "New" Charter of Athens, 1994
- The New Charter of Athens 2003[永久]